# Apanteles desantisi
Apanteles desantisi är en stekelart som beskrevs av Blanchard 1947. Apanteles desantisi ingår i släktet Apanteles och familjen bracksteklar. Inga underarter finns listade i Catalogue of Life.